# Dunchraigaig Cairn

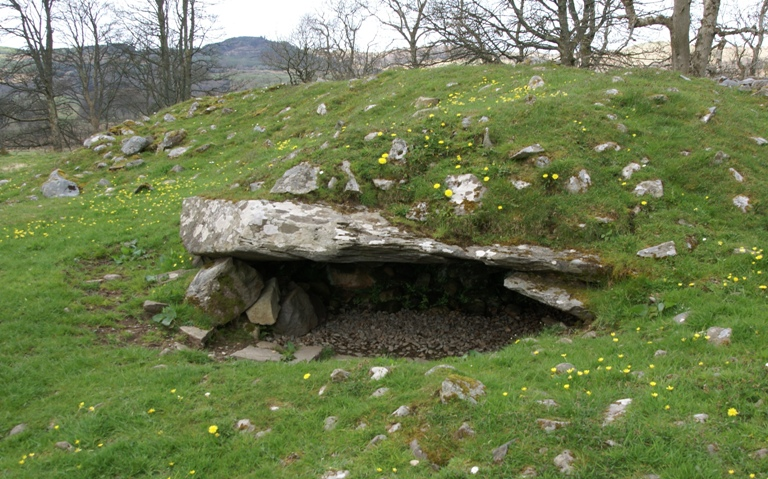
Dunchraigaig Cairn: zuidoostelijke grafkist met deksteen

De Dunchraigaig Cairn is een graf uit de vroege bronstijd, gelegen twee kilometer ten zuiden van Kilmartin, in Kilmartin Glen in de Schotse regio Argyll and Bute.

## Beschrijving
De Dunchraigaig Cairn stamt uit de vroege bronstijd, circa 2000 v.Chr., en meet zo'n dertig meter in diameter en is circa 2,5 meter hoog. De cairn bevatte bij het uitgraven in 1864 drie stenen grafkisten met daarin verbrande en onverbrande lichamen, aardewerk voor voedsel te bewaren, een stenen bijl en een stenen mes. Een van de kisten lag ten noorden van het centrum, eentje ten oosten (bedekt door de stenen van de cairn) en eentje ten zuidoosten. De zuidoostelijke steenkist is bedekt met een grote deksteen van 3,8 meter lang.
Ten noorden bevinden zich de Baluachraig Cup and Ring Marks en ten zuiden Ballymeanoch met zijn Standing Stones, henge en cairn.

## Beheer
De Dunchraigaig Cairn wordt beheerd door Historic Environment Scotland, net als de Temple Wood Stone Circles.